# Mistrovství světa v zápasu ve volném stylu 1979
Mistrovství světa v zápasu ve volném stylu 1979 se uskutečnilo v San Diegu, v Spojené státy americké. 

## Přehled medailí

### Volný styl
| Kategorie | Zlato             | Stříbro            | Bronz                |
| --------- | ----------------- | ------------------ | -------------------- |
| 48 kg     | Sergej Kornilajev | Bobby Weaver       | Jan Falandys         |
| 52 kg     | Júdži Takada      | James Haines       | Hartmut Reich        |
| 57 kg     | Hideaki Tomijama  | Sergej Beloglazov  | Joe Corso            |
| 62 kg     | Vladimir Jumin    | Micho Dukov        | Andre Metzger        |
| 68 kg     | Michail Charačura | Akira Mijahara     | Eberhard Probst      |
| 74 kg     | Leroy Kemp        | Martin Knosp       | Nikolaj Petrenko     |
| 82 kg     | István Kovács     | John Peterson      | Magomedchan Aracilov |
| 90 kg     | Chasan Orcev      | Uwe Neupert        | Ivan Ginov (BUL)     |
| 100 kg    | Ilja Mate         | Russell Hellickson | Vasile Pușcașu       |
| +100 kg   | Salman Chasimikov | Roland Gehrke      | Andrei Ianko         |

## Týmové hodnocení
| Pořadí | Muži volný styl  | Muži volný styl |
| Pořadí | Tým              | Body            |
| ------ | ---------------- | --------------- |
| 1      | Sovětský svaz    | 50              |
| 2      | USA              | 35              |
| 3      | Východní Německo | 21              |
| 4      | Japonsko         | 19.25           |
| 5      | Bulharsko        | 19              |
| 6      | Polsko           | 13.5            |